# Chumazara
Chumazara fue un rey indígena de Costa Rica, perteneciente a la etnia huetar, que junto con otro rey llamado Aquitava gobernaba en 1569 una comunidad llamada Cot o Coo, integrada por 350 individuos, aunque también se ha sugerido que esa cifra podría representar 350 familias.
El rey Chumazara aparece mencionado en los documentos relativos a las nóminas de pueblos indígenas dados en encomienda en 1569 por el gobernador español Pero Afán de Ribera y Gómez.